# دانته (ویرجینیا)
دانته (به انگلیسی: Dante) یک منطقهٔ مسکونی در ایالات متحده آمریکا است که در شهرستان راسل، ویرجینیا واقع شده‌است. دانته ۱۸٫۱۷ کیلومتر مربع مساحت و ۶۴۹ نفر جمعیت دارد و ۵۳۷٫۹۸ متر بالاتر از سطح دریا واقع شده‌است.